# Municipio de Kirkwood
El municipio de Kirkwood (en inglés: Kirkwood Township) es un municipio ubicado en el condado de Belmont en el estado estadounidense de Ohio. En el año 2010 tenía una población de 400 habitantes y una densidad poblacional de 4,21 personas por km².

## Geografía
El municipio de Kirkwood se encuentra ubicado en las coordenadas 40°5′13″N 81°11′43″O / 40.08694, -81.19528. Según la Oficina del Censo de los Estados Unidos, el municipio tiene una superficie total de 94.95 km², de la cual 91,48 km² corresponden a tierra firme y (3,65 %) 3,47 km² es agua.

## Demografía
Según el censo de 2010, había 400 personas residiendo en el municipio de Kirkwood. La densidad de población era de 4,21 hab./km². De los 400 habitantes, el municipio de Kirkwood estaba compuesto por el 95,75 % blancos, el 2,25 % eran asiáticos, el 1,25 % eran de otras razas y el 0,75 % eran de una mezcla de razas. Del total de la población el 0 % eran hispanos o latinos de cualquier raza.